# Kaveh Nassirin
Kaveh Nassirin (geb. 1965 in Hamburg) ist ein iranisch-deutscher Publizist, Autor und philosophischer Essayist.

## Leben und Werk
Nassirin hörte analytische Philosophie und Sprachphilosophie, wandte sich dann dem semiotischen Gedanken von Ernst Cassirer zu, publizierte aber zunächst in literarischer Form im Hunzinger Verlag: u. a. Nedjad, über den Kulturkonflikt zwischen Orient und Okzident, und Warte, warte nur ein Weilchen über das pränazistische Morden des Mitarbeiters der Hannoverschen Polizei und Massenmörders Fritz Haarmann. Für das letztere Werk erhielt er 1990 den Hamburger Förderpreis für Literatur. 1996 erschien im Hamburger Ziegel seine Erzählung Im Chaos der Zeiten.
Seit Beginn der 1990er Jahre arbeitete Nassirin als freier Journalist, u. a. für das Hamburger Abendblatt, Die Woche, die Wochenpost, die taz, die Süddeutsche Zeitung und Spiegel Special. Seine etwa 200–250 Beiträge umfassten Medizinische Ethik, Physik, Psychologie, Zeitgeschichte, Recht und Justiz und Politik. Für einen Beitrag über die Angst vor dem Rassismus nach den Ausschreitungen in Hoyerswerda erhielt Nassirin 1992 die Bronze-Medaille des Art Directors Club.
Im Fall der öffentlichen Misshandlung des Journalisten Oliver Neß durch Polizisten am 30. Mai 1994 deckte Nassirin 1996 durch die Publikation von Protokollen aus internen Akten der Hamburger Staatsanwaltschaft auf, dass Neß bereits vor dem Vorfall von der Polizei beobachtet worden und auch dem Staatsschutz (LKA Abteilung 331) bekannt gewesen war. Die Enthüllung griff in das Verfahren des Hamburger Untersuchungsausschusses „Hamburger Polizei“ ein.
Seit 2005 lebt Nassirin zurückgezogen in Latium. Er „verfasste Arbeiten zur Angewandten Semiotik, zum Werk von Martin Heidegger“ und Ernst Cassirer und zu Themen der Religion, Mythologie und Archäologie, darunter den Essay Bacchische Hochzeit in der Villa der Mysterien, eine „archäologie- und kunstgeschichtlich detektivische Entschlüsselung der berühmten pompejanischen Fresken“, und „entschloss sich nach rund zwei Jahrzehnten zurückgezogener Arbeit erst 2018 dazu, wieder zu publizieren“ (Gerhard Oberschlick).
Nachdem die Philosophin Sidonie Kellerer und der Linguist François Rastier im Jahr 2017 in mehreren Zeitungsartikeln in Frankreich auf ein unbekanntes Papier verwiesen hatten, das beweise, dass der Seinsphilosoph Martin Heidegger an der Vorbereitung der Nürnberger Gesetze und an der Durchführung des Holocausts teilgenommen hätte, veröffentlichte Nassirin das Dokument im Juli 2018 in der FAZ, wies die Behauptungen als „ganz unhaltbar“ und als „alternative Wahrheiten“ zurück und löste damit die Debatte über Martin Heidegger und Fake News aus.

## Werke (Auswahl)
Literarische Veröffentlichungen
- Nedjad, Hunzinger Verlag, Bad Homburg, 1989, google books
- Warte, warte nur ein Weilchen, Hunzinger Verlag, Bad Homburg, 1990, google books
- Infam, Verf., 1990, google books
- Hörspiel für die Nacht, Verf., 1996 google books
- Im Chaos der Zeiten, in: Jürgen Abel, Robert Galitz, Wolfgang Schönel (Hrsg.): Hamburger Ziegel: Jahrbuch für Literatur, Band V, Dölling und Galitz, Hamburg, 1996, ISBN 3-930802-35-X.

Journalistisches
- Porträt von Luiz Inácio Lula da Silva in: Christopher Stehr, Brasilien – Gesichter eines Landes, EOS Verlag, 1994, ISBN 978-3-88096-995-7, S. 75-80.

Philosophische Essays
- Heideggers Sprachbilder der Bodenlosigkeit und Entwurzelung und ihre Antonyme 1922–1938/39: Zur Stilistik, Deutung und Übersetzung, FORVM, Oktober 2018
- Martin Heidegger und die 'Rechtsphilosophie' der NS-Zeit, FORVM, Oktober 2018 u. PhilPapers pdf
- Schiffbruch eines Semiotikers: Zu François Rastiers These einer Teilhabe von Martin Heidegger am Holocaust, FORVM, November 2018
- Kritischer Diskurs zu den epistemologischen Funktionen der Sprache und der Zahlen im Werk von Ernst Cassirer, academia.edu, pdf
- „Sein und Zeit“ und die exegetische Ergriffenheit. Rezension des Sammelbandes „‚Sein und Zeit‘ neu verhandelt. Untersuchungen zu Heideggers Hauptwerk“, FORVM, MÄRZ, 2019 u. auf PhilPapers pdf
- Die Bodenlosigkeit und das Uneigentliche bei Heidegger: Synonyme, Antonyme – Zur Stilistik, Deutung und Übersetzung FORVM, Philosophie im Kontext, September, 2020
- Von Heideggers ausgesetzten Kindern: Ein Exkurs durch den 'Fall Heidegger' anlässlich einer Biographie von Thomas Rohkrämer, Sans phrase, Heft 17, Winter 2020/21, S. 229–245, ISBN 978-3862599172, ISSN 2194-8860.
- Der eigentliche Heidegger. Kontinuität statt 'Kehre': Zur Abkehr von einer Legende der Forschung, in: ΦΙΛΟΘΕΟΣ - Philotheos, International Journal for Philosophy and Theology, 21.1. (2021), S. 64-98

## Auszeichnungen
- Hamburger Literaturpreis (1990)
- Bronze-Medaille des Art Directors Club (1992) im: Jahrbuch des Art Director's Club, 1992, ISBN 3-924587-21-3, – 1992